# Marisa Porcel
Marisa Porcel, all'anagrafe Maria Luisa Porcel Montijano (Tarazona, 15 novembre 1943 – Madrid, 15 agosto 2018), è stata un'attrice spagnola.

## Biografia
Figlia degli attori Pedro Porcel Barés (1910-1969) e Asunción Montijano García (1906-1973), inizia la sua carriera artistica nella compagnia teatrale di suo padre. Entra poi a far parte delle compagnie di Isabel Garcés e María Guerrero, nelle quali la sua corporatura robusta e una notevole vis comica la portano a specializzarsi nel genere della commedia. Debutta in televisione nel 1963 e al cinema nel 1966. Nonostante una grande varietà di ruoli, anche drammatici, la sua vera popolarità esplode solo nel 2000, quando José Luis Moreno la chiama a interpretare il ruolo della protagonista di Escenas de matrimonio, una sit-com ambientata in un condominio dove vivono diverse coppie sposate, ognuna con propri particolari comici.
In Italia ha lavorato in tre co-produzioni, i western Arriva Sabata!... e Qualcuno l'ha vista uccidere e nella commedia La moglie in bianco... l'amante al pepe.

## Filmografia

### Cinema
- Las viudas, regia di Julio Coll (1966)
- Arriva Sabata!..., regia di Tulio Demicheli (1970)
- Il giardino delle delizie (El jardín de las delicias), regia di Carlos Saura (1970)
- Il sole nella polvere (Dans la poussière du soleil), regia di Richard Balducci (1972)
- Carta de amor de un asesino, regia di Francisco Regueiro (1973)
- Anna e i lupi (Ana y los lobos), regia di Carlos Saura (1973)
- Habla, mudita, regia di Manuel Gutiérrez Aragón (1973)
- La cugina Angelica (La prima Angèlica), regia di Carlos Saura (1973)
- Tu lo condanneresti? (Proceso a Jesús), regia di José Luis Sáenz de Heredia (1974)
- Qualcuno l'ha vista uccidere, regia di Rafael Romero Marchent (1974)
- Ma come si può uccidere un bambino? (Quién puede matar a un niño?), regia di Narciso Ibáñez Serrador (1976)
- Spanish Fly, regia di Bob Kellett (1976)
- Esperienze erotiche di femmine in calore (El erotismo y la informática), regia di Fernando Merino (1976)
- La amante perfecta, regia di Pedro Lazaga (1976)
- Más fina que las gallinas, regia di Jesús Yagüe (1977)
- A un dio sconosciuto (A un dios desconocido), regia di Jaime Chávarri (1977)
- Parranda, regia di Gonzalo Suárez (1977)
- Camada negra, regia di Manuel Gutiérrez Aragón (1977)
- Juventud drogada, regia di José Truchado (1977)
- Un hombre llamado Flor de Otoño, regia di Pedro Olea (1978)
- Soldados, regia di Alfonso Ungria (1978)
- Historia de 'S', regia di Francisco Lara Polop (1979)
- Rocky Carambola, regia di Javier Aguirre (1979)
- La spensierata guerra dei bambini (La guerra de los niños), regia di Javier Aguirré (1980)
- La moglie in bianco... l'amante al pepe, regia di Michele Massimo Tarantini (1981)
- La masajista vocacional, regia di Francisco Lara Polop (1981)
- La venderora de ropa interior, regia di Germàn Lorente (1982)
- Los Pajaritos, regia di Eloy de la Iglesia (1983)
- Y del seguro... lìbranos Señor, regia di Antonio del Real (1983)
- La metà del cielo, regia di Manuel Gutiérrez Aragón (1986)
- Il bosco animato (El bosque animado), regia di José Luis Cuerda (1987)
- Soldadito espanol, regia di Antonio Gimenéz-Rico (1988)

### Televisione
- Erdbeben in Chili, regia di Helma Sanders-Brahms (1975)

## Riconoscimenti
- Premio Júbilo per la sua carriera professionale (2007)
- Premio Oro Antena de per la commedia La familia Mata da Antena 3 (2007)
- Reliquary of Honor dell'Associazione Raquel Meller di Tarazona (2008)
- Premio Il più grande dell'anno (2009), assegnato dalla città di Granada, per Scene da un matrimonio